# Crossfire (videogioco 1992)
Crossfire è un MMORPG libero multipiattaforma di genere fantasy sviluppato da Mark Wedel. Il client permette di giocare in grafica 2D pseudo-isometrica. Tutti i contenuti sono disponibili sotto licenza GNU GPL.

## Modalità di gioco
Crossfire si rifà ad altri giochi come Gauntlet, NetHack e Angband. Qualsiasi numero di giocatori si può connettere ai server pubblici e giocare, raccogliendo oggetti, combattendo mostri e risolvendo quest. I giocatori possono sia cooperare che combattere tra loro. I contenuti del mondo sono in parte statici ed in parte generati casualmente al momento dell'utilizzo. Essendo liberamente disponibili sia il client che il server del gioco, è possibile giocare su internet come su una rete locale o su un singolo computer isolato che funga anche da server.
Crossfire ha un'ambientazione fantasy medievale come molti altri giochi di questo genere. I giocatori possono scegliere il loro personaggio tra 14 razze e tra 15 classi o professioni. Il gioco permette e richiede lo sviluppo distinto di ciascuna abilità e non un semplice sistema di conteggio dei punti esperienza. Per questo motivo il personaggio sviluppa solo le abilità che ha realmente utilizzato.
Una volta creato il personaggio, i giocatori possono entrare nel mondo del gioco partendo da due località a scelta: Scorn oppure Navar. Il gioco comprende oltre 150 mostri, 3000 mappe e un elaborato sistema di gestione di incantesimi e artefatti.

### Personaggio
Il personaggio ha le seguenti caratteristiche: Nome, Punti ferita (HP), Punti incantesimo o Mana (Spell points), Grazia (Grace), Nutrimento (Food), Forza (Str), Destrezza (Dex), Costituzione (Con), Intelligenza (Int), Saggezza (Wis), Potere (Pow), Carisma (Cha).
Esistono anche una serie di caratteristiche secondarie: Classe arma (WC), Classe danno (Dam), Classe armatura (AC), Resistenza ai colpi subiti (Arm), Velocità di spostamento (Speed), Velocità d'uso dell'arma (Weapon Speed), Gittata dell'arma (Range), Esperienza e Livello.

### Razze
- Nano (Dwarf)
- Elfo (Elf)
- Fenxes o Fendrakhis, un umanoide con caratteristiche della volpe
- Fireborn, spiriti elementali
- Gnomo
- Halfling
- Umani
- Uomini del nord (Northmen), una razza di umani più forte, rapida e resistente
- Draghi (Dragon)
- Mezz-Orchi (Half-Orcs)
- Quetzalcoatl, una razza umanoide a metà tra serpente e uccello
- Uomini serpente (Serpentman)
- Troll
- Wraith, umani che sono sopravvissuti artificialmente alla morte (non-morti)

### Classi
- Guerriero (Warrior)
- Barbaro (Barbarian)
- Spadaccino (Swashbuckler)
- Ninja
- Ladro (Thief)
- Monaco (Monk)
- Paladino
- Chierico (Priest)
- Warlock
- Evocatore (Evoker)
- Summoner
- Mago (Wizard)
- Alchimista (Alchemist)
- Stregone (Sorcerer)
- Devoto (Devotee)

### Abilità
Alchemy,
Bargaining,
Bowyer,
Clawing,
Climbing,
Disarm Traps,
Find Traps,
Flame Touch,
Hiding,
Inscription,
Jeweler,
Jumping,
Karate,
Levitation,
Literacy,
Lockpicking,
Meditation,
Melee Weapons,
Missile Weapons,
Mountaineer,
Oratory,
Praying,
Punching,
Sense Curse,
Sense Magic,
Set Traps,
Singing,
Smithery,
Stealing,
Thaumaturgy,
Throwing,
Use Magic Item,
Wizardry,
Woodsman,
Writing